# Madagaskarörn
Madagaskarörn (Eutriorchis astur) är en fågel i familjen hökar inom ordningen hökfåglar.

## Utseende
Madagaskarörnen är en medelstor rovfågel med en lång, rundad stjärt och korta rundade vingar. Den är mörkgrå på ryggen och ljusare grå på buken, bröstet och strupen. Mörka tvärband täcker kroppen och den har gula ögon, vass näbb och starka klor. Kroppslängd är 57–66 cm, vingbredd 90–110 cm.

## Utbredning och systematik
Fågeln förekommer enbart i regnskogar på nordöstra Madagaskar, sällan över 550 m ö.h... Tidigare betraktades arten vara en nära släkting till ormörnar i Circaetus. Genetiska studier visar dock att den står t.ex. bivråken och svalstjärtsgladan nära.

## Ekologi och beteende
Madagaskarörnen är en dagrovfågel. Den äter lemurer, ormar, ödlor och grodor. Jakten sker från en hög sittplats.

## Status och hot
IUCN kategoriserar arten som starkt hotad., hotad av förstörelse av dess levnadsmiljö och en förmodad låg fortplantningstakt. Madagaskarörnen troddes ett tag vara utrotad; den sista bekräftade observationen var 1930. Men rapporter om dess existens 1977 och 1988 höll hoppet om artens överlevnad vid liv. 1993 återupptäcktes den till slut av Peregrine Fund.